# Мотреску, Василе
Василе Мотреску (рум. Vasile Motrescu; 11 октября 1920, Викову-де-Жос, Королевство Румыния — 29 августа 1958, Ботошани, Румынская Народная Республика) — румынский крестьянин, антикоммунистический повстанец, участник партизанского движения в Буковине и Фэгэраше. Соратник повстанческих командиров Огорану и Ватаманюка. Успешно вёл оперативную игру с Секуритате. Приговорён к смертной казни, взят в плен и расстрелян. Стал известен также как автор дневниковых записей и стихотворений.

## Крестьянин и солдат
Родился в семье буковинской крестьянской бедноты. Окончил шесть классов начальной школы. С юности занимался сельскохозяйственным трудом. В 1942 был мобилизован в румынскую армию и направлен на Восточный фронт.
Василе Мотреску придерживался национал-патриотических взглядов, был православным верующим, глубоко увлекался историей Румынии и Молдовы. Негативно относился к правлению Румынской компартии, не признавал законным государство РНР, возмущался советской оккупацией.
В 1944 Василе Мотреску присоединился к группе Владимира Маковейчука. Это формирование было создано ещё при режиме Антонеску. Боевики занимались диверсиями в ближнем советском тылу. Через некоторое время Мотреску отделился от группы, вернулся в родную деревню, завёл собственное хозяйство, вступил во Фронт земледельцев. Женился, имел сына и дочь.

## Партизан-оперативник
В 1949 Василе Мотреску узнал, что попал в разработку Секуритате за дела пятилетней давности. Арест стал вопросом времени. Тогда Мотреску примкнул к антикоммунистическому повстанческому движению. Вступил в отряд Константина Ченушэ.
Секуритате оказала жёсткое давление на семью Мотреску. По настоятельным просьбам родных в 1951 он сдался властям. Был осуждён на 12 лет заключения. Коммунистическая госбезопасность попыталась использовать его в качестве тайного агента. Вместе с тремя секуристами он был заслан в Фэгэраш и внедрён в крупный повстанческий отряд Иона Гаврилэ Огорану. Однако в отряде Мотреску раскрылся, агенты были убиты, а сам он продолжил оперативную игру. Впоследствии Огорану говорил, что его отряд был бы неминуемо ликвидирован, если бы не «высокий буковинец» — Мотреску. Такие операции Мотреску провёл ещё дважды — с группой Сильвестра Маковейчука (сын Владимира Маковейчука) и с группой Гаврила Ватаманюка. После этого в Секуритате поняли двойную игру. Был вынесен новый приговор: 23 года 6 месяцев.
Василе Мотреску направил в адрес властей несколько обличительных писем. Он требовал прекратить политические репрессии и насильственную коллективизацию, освободить всех политзаключённых. Только на этих условиях Мотреску соглашался сложить оружие. Также он пересылал свои стихи — впоследствии оцененные как «наивная поэзия», но отличавшиеся высокой искренностью и реалистичным отражением жизни повстанца-нелегала.
В 1954 Василе Мотреску вернулся из Фэгэраша в Буковину, где вступил в партизанскую группу Гаврила Ватаманюка. Поначалу Ватаманюк настороженно относился к Мотреску — он знал, что Ченушэ находится в тюрьме, пребывание Мотреску на свободе выглядело подозрительно. Однако Мотреску объяснился с Ватаманюком и командир поверил ему. Спустя десятилетия, уже в новой Румынии, Ватаманюк говорил, что Мотреску буквально читал партизанам лекции по румыно-молдавской истории. Участвовал в агитации крестьян и лесников, захватах государственного имущества.
18 января 1955 произошло боестолкновение с Секуритате. Ватаманюк и Мотреску сумели отбиться, застрелив трёх секуристов и служебную собаку. После этого они решили разойтись. Два года Мотреску в одиночку скрывался от властей в буковинских лесах. 30 июня 1956 суд заочно приговорил его к смертной казни — как одного из «главарей банды».

## Казнь и память
В январе 1958 Василе Мотреску скрывался у крестьян в селении Гэлэнешти (Сучава). Там он вёл «дневник партизана», впоследствии опубликованный. Один из хозяев, опасаясь последствий, сообщил в Секуритате. В ночь на 14 января 1958 Мотреску был арестован. Несколько месяцев находился в тюрьме Ботошани.
Суд не возобновлялся, поскольку в силе приговор 1956. Прошение о помиловании было отклонено. Василе Мотреску был расстрелян 29 июля 1958. Репрессиям подверглись члены его семьи — мать, жена, братья. Дети Мотреску дискриминировались при приёме в школу.
После антикоммунистической Румынской революции 1989 Василе Мотреску признан борцом против тоталитарного режима. В июле 2022 Ассоциация традиционной культуры Arboroasa инициировала присвоение Василе Мотреску, Константину Ченушэ, Владимиру Маковейчуку, их жёнам Марии, Мариоаре и Домнике почётного гражданства Буковины.